# Groeve het Paradijsbergske I

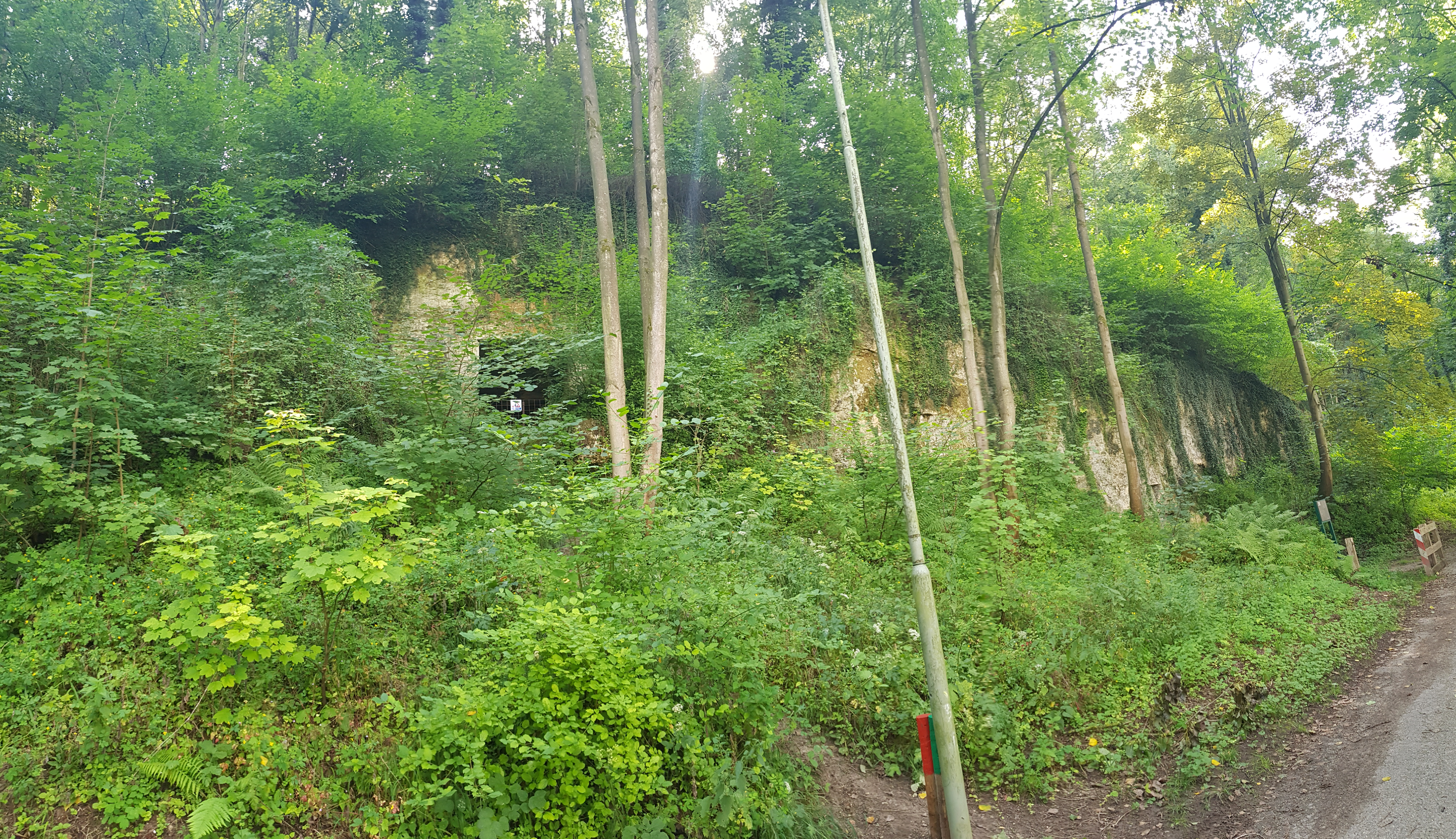
Groeve het Paradijsbergske I met helemaal rechts op de foto de Groeve Nieuw Paradijsbergske

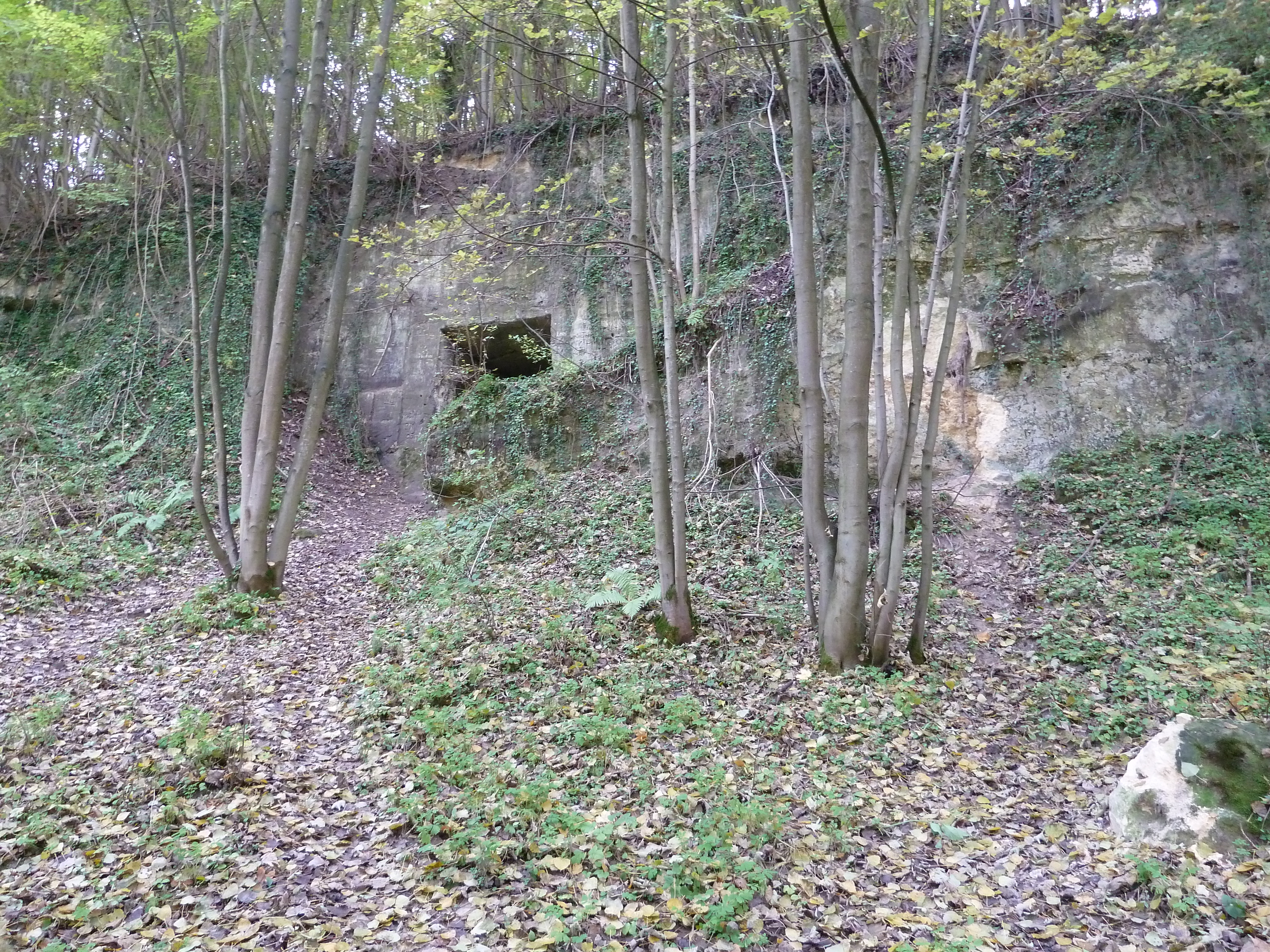
De groeve in 2010

De Groeve het Paradijsbergske I is een Limburgse mergelgroeve in de Nederlandse gemeente Valkenburg aan de Geul in Zuid-Limburg. De ondergrondse groeve ligt ten oosten van Geulhem in het hellingbos Bergse Heide op de noordelijke rand van het Plateau van Margraten in de overgang naar het Geuldal. Ter plaatse duikt het plateau een aantal meter steil naar beneden.
Op ongeveer 40 meter naar het oosten ligt de Groeve het Paradijsbergske Ia, op ongeveer 130 meter naar het zuidoosten ligt de Groeve boven Kloostergroeve, op ongeveer 230 meter naar het oosten ligt de Kloostergroeve en op ongeveer 30 meter naar het westen ligt Groeve Nieuw Paradijsbergske.

## Geschiedenis
In de late middeleeuwen werd de groeve door blokbrekers ontgonnen en deze was in gebruik tot in de 19e eeuw.

## Groeve
De Groeve het Paradijsbergske I heeft een oppervlakte van ongeveer 24 vierkante meter.
De beheerder van de groeve is Het Limburgs Landschap. In 2017 werd de groeve op veiligheid onderzocht en werd deze goedgekeurd.